# La Rafle
La Rafle is een Franse film van Roselyne Bosch die werd uitgebracht in 2010.
Het scenario is gebaseerd op de getuigenis van Joseph Weismann, die als elfjarig joods jongetje Auschwitz heeft overleefd na de razzia van de Parijse Vélodrome d'Hiver van 1942.

## Samenvatting
Parijs, 1942, in volle Tweede Wereldoorlog. Nadat de nazi's en het Vichyregime een overeenkomst hebben afgesloten begint de Franse politie op 16 juli met een grote machtsontplooiing de Joden aan te houden. Ook de familie van de elfjarige Joseph Weismann en zijn buren uit de wijk Montmartre worden uit hun fragiel geluk gerukt en ontsnappen niet aan de razzia. Ze worden met 13.000 anderen, waaronder heel veel kinderen, samengedreven in het Vélodrome d’Hiver. Daar moeten ze opeengepakt leven in benarde omstandigheden, zonder water en met maar weinig eten. Joseph en Noé, het jongere broertje van zijn beste vriend, leren Annette Monod kennen, een jonge verpleegster die alles doet om het lot van de kinderen te verbeteren.
Op een morgen valt de brandweer binnen om de waterkranen open te zetten en persoonlijke brieven binnen te smokkelen. Zo brengen de brandweerlui nog even soelaas in het leven van de opgeslotenen. Twee dagen later worden de Joden overgebracht naar het internerings- en doorvoerkamp van Beaune-la-Rolande waar de levensomstandigheden nog ellendiger zijn. Van daaruit zullen ze afgevoerd worden naar het vernietigingskamp Auschwitz.

## rolverdeling
| Acteur                        | Personage                 |
| ----------------------------- | ------------------------- |
| Mélanie Laurent               | Annette Monod             |
| Jean Reno                     | dokter David Sheinbaum    |
| Gad Elmaleh                   | Schmuel Weismann          |
| Raphaëlle Agogué              | Sura Weismann             |
| Hugo Leverdez                 | Joseph Weismann           |
| Sylvie Testud                 | Bella Zygler              |
| Anne Brochet                  | Dina Traube               |
| Adèle Exarchopoulos           | Anna Traube               |
| Olivier Cywie                 | Simon Zygler              |
| Catherine Allégret            | 'Tati', de conciërge      |
| Mathieu en Romain Di Concetto | Noé Zygler, 'Nono'        |
| Isabelle Gélinas              | Hélène Timonier           |
| Rebecca Marder                | Rachel Weismann           |
| Barnabás Réti                 | meneer Goldstein          |
| Catherine Hosmalin            | de bakkerin               |
| Thierry Frémont               | brandweerkapitein Pierret |
| Denis Ménochet                | de kampadjudant           |